# Fenghuang och draken-mattan

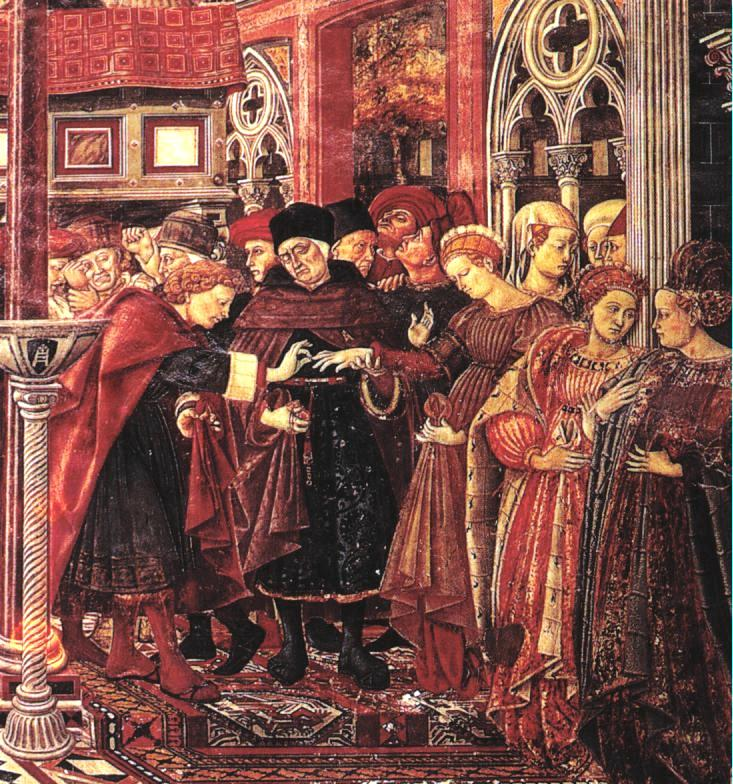
En anatolisk matta med ett liknande motiv i Domenico di Bartolos fresk Accoglienza, educazione e matrimonio di una figlia dello spedale från 1441–1442 i sjukhuset Santa Maria della Scala i Siena i Italien.

Fenghuang och draken-mattan är en anatolisk matta, som finns på Museum für Islamische Kunst på Pergamonmuseet i Berlin i Tyskland. Den har ett kinesiskt djurmotiv med en fågel och en drake. Mätning med C14-metoden har visat att mattan vävts senast vid mitten av 1400-talet under det tidiga osmanska riket.

## Beskrivning
Mattan är 172 centimeter lång och 90 centimeter bred. Den är knuten med symmetriska knutar. Den har inte längre kvar sina ursprungliga bårder och verkar ha skurits av på den högra sidan. Dess mittfält är delat i två rektangulära sektioner, vilka båda har en åtthörning i gult med en drake och en fågel. Bilden i den övre rektangeln är något komprimerad i jämförelse med den i den undre.
Båda djuren är stiliserade i geometriska former. De är grönblåfärgade, med röda kanter, vilket kontrasterar markant mot den gulfärgade basen. Hörnen mellan oktogonerna och de rektangulära mittfälten är fyllda med röda trianglar och rader av vita krokar på röd bas. De rektangulära fälten omges av en smal gränslinje som visar en rad pärlor i olika färger. Huvudbården har röda klängen, vilka består av identiska s-liknande ornament på en brun bas.
Fenghuang och drakenmattan beskrevs 1881 av Julius Lessing i dennes bok Orientalische Teppiche och 1895 av Wilhelm von Bode i Teppich-Erzeugung im Orient.

## Mattans motiv
Mattan avbildar ett traditionellt kinesiskt djurmotiv: en kamp mellan den kinesiska mytologiska fågeln 
fenghuang och en drake. 
Ett fragment av en matta med liknande motiv har hittats i Fustat i Egypten, med draken och fågeln avbildade i kamp på ett gult fält. Djuren på detta mattfragment är i rött, med mattans bårder i blått. Den mindre bården visar en variant av sådana kufiska bårder som är kända från andra mattor från Seldjukdynastin. 
Det antas att kinesiska motiv införlivats i islamisk konst med mongolerna, eller av konstnärer som arbetat för dessa, under 1200-talet.
Målaren Domenico di Bartolo avbildade en anatolisk matta med ett liknande motiv i sin fresk Accoglienza, educazione e matrimonio di una figlia dello spedale från 1441–1442 i sjukhuset Santa Maria della Scala i Siena i Italien.

## Proviniens
Wilhelm von Bode, som då var chef för Staatliche Museen zu Berlin, köpte mattan 1886 av en kyrkoförsamling i Italien, som kan ha varit i Siena. Mattan fanns först på Kunstgewerbemuseum Berlin och övertogs 1906 som lån av Museum für Islamische Kunst, och har sedan inkluderats i dess samlingar. Inget är känt om mattans tidiga proveniens.